# Fiszewo (przystanek kolejowy)
Fiszewo – przystanek kolejowy w Fiszewie, w województwie warmińsko-mazurskim w Polsce. 

## Ruch pasażerski
| Rok  | Wymiana pasażerska na dobę |
| ---- | -------------------------- |
| 2017 | 15-99                      |
| 2022 | 50-99                      |